# The Exit 8
The Exit 8 (яп. 8番出口; с англ. — «Выход 8») — приключенческая игра 2023 года, разработанная и изданная Kotake Create. Представляет собой симулятор ходьбы, в котором игрок должен пройти через туннель японской станции метро, находя несоответствия, чтобы добраться до выхода. Игра была первоначально выпущена на платформе Steam 29 ноября 2023 года. Впоследствии она была портирована на Nintendo Switch 17 апреля 2024 года, PlayStation 4 и PlayStation 5 — 8 августа 2024 года, Xbox Series X/S — 9 января 2025 года, а на Android и iOS — в марте 2025 года под издательством Playism. Виртуальная версия игры, разработанная совместно со студией MyDearest Inc. под названием The Exit 8 VR, была выпущена 11 июля 2024 года для Meta Quest 2, Pro и 3, а позже появилась в Steam.
The Exit 8 разрабатывалась девять месяцев и была создана в сжатые сроки с ограниченным бюджетом. Вдохновением для игры послужила «сюрреалистическая атмосфера» подземных переходов, а также серия хоррор-игр I’m on Observation Duty, которая повлияла на механику аномалий. Сеттинг был создан на основе нескольких японских станций метро, включая станцию Киёсуми-Сиракава в районе Кото, Токио.
The Exit 8 получила положительные отзывы критиков, многие из которых высоко оценили игру за её психологический хоррор и реалистичную атмосферу. Однако были отмечены такие недостатки, как короткая продолжительность и ограниченная реиграбельность. Игра была номинирована на множество наград и выиграла несколько из них в японской игровой индустрии. Она также получила более 1,5 миллиона загрузок. После выхода игры появились другие проекты, которые были вдохновлены Exit 8 и получили название «Exit 8-likes». Сиквел под названием Platform 8 был выпущен 31 мая 2024 года. Экранизация игры в формате живого действия запланирована к выходу 29 августа 2025 года.

## Игровой процесс
The Exit 8 — это трёхмерная игра-симулятор ходьбы от первого лица с элементами головоломки и психологического хоррора. Вдохновлённое концепцией лиминальных пространств, таких как «Закулисье» действие игры разворачивается в коридоре японского метро. Каждый раз, когда игрок выходит из коридора, он, кажется, повторяется бесконечно, и даже прохожий, кажется, оказывается в ловушке этого цикла. Основная механика игры напоминает игры типа «Найди отличие», где игрок должен искать и выявлять аномалии в планировке комнаты. Если аномалий нет, игрок должен продолжать движение по коридору; если аномалия обнаружена, игрок должен повернуть назад и вернуться тем же путём. Игрок должен правильно выполнить это действие восемь раз подряд, чтобы достичь конца станции. В случае ошибки в оценке планировки комнаты прогресс игрока сбрасывается до «Выхода 0».
Аномалии в игре могут варьироваться от едва заметных различий, таких как разные сообщения на вывесках, повторяющиеся дизайны плакатов, различия в пропорциях прохожих или отключения электроэнергии. Некоторые аномалии могут фактически сбросить прогресс игрока, если он не вернётся достаточно быстро, например, поток красной воды или человек, замаскированный под плитку стены, который будет преследовать игрока, если тот приблизится слишком близко. Некоторые аномалии доступны только в версии игры для виртуальной реальности.

## Разработка и релиз

### Разработка
The Exit 8 — это игра, разработанная японским независимым разработчиком Kotake Create, также известным как Kotakenotokeke. Игра создана с использованием Unreal Engine 5. Идея игры возникла у Kotake после нескольких лет работы над другими проектами, которые так и не были выпущены. Также на создание игры повлияла любовь к созданию игр в сеттинге подземных переходов. В интервью японскому сайту Game Makers Kotake сообщил, что разработка игры заняла более девяти месяцев: шесть месяцев ушло на планирование и создание прототипа, а три месяца — на финальную доработку. Во время тестирования игры Kotake участвовал в программе поддержки независимых разработчиков iGi (indie Game incubator), где он попросил других разработчиков протестировать прототип на мероприятии, организованном в рамках программы. Kotake Create отметил, что ему нравится сюрреалистическая атмосфера замкнутых пространств, таких как подземные коридоры, что вдохновило его на создание игры, основанной на временных петлях. В первоначальной концепции игры игрок мог бы сесть на поезд метро. Однако из-за ограничений разработки эта идея была отброшена, и игра ограничилась коридором. Позже элементы поезда были использованы в качестве сеттинга для сиквела The Exit 8.
Ещё одним источником вдохновения для разработки механики зацикливания стала приключенческая игра 2021 года Twelve Minutes, в которой события игры повторялись каждые двенадцать минут. Одним из главных источников вдохновения для The Exit 8 стала игра I’m on Observation Duty — хоррор, основанный на использовании камер видеонаблюдения и обнаружении аномалий. Это позволило интегрировать поиск различий с элементами хоррора. Механизм, связанный с видеозаписями с камер безопасности, напомнил разработчикам о зацикленных видео, что также повлияло на создание механики зацикливания. Отвечая на вопрос о том, как игра разрабатывалась с акцентом на простоту, Котаке упомянул, что это, вероятно, было результатом его накопленных чувств и опыта за 7–8 лет работы в качестве инди-разработчика. Он также отметил, что учитывал игры, которые ему нравятся, такие как Inside, особенно отсутствие в них обучения.
При создании аномалий для игры, Kotake Create заявили, что хотели сохранить их на грани «ужаса» и «неприятного», ссылаясь на вдохновение от таких произведений, как P.T. и «Сияние». На ранних этапах разработки игры рассматривались идеи взаимодействия с аномалиями, такие как фотографирование их с помощью камеры или стрельба из оружия, но Kotake посчитали, что эти подходы не соответствуют атмосфере игры. В связи с желанием сократить сроки разработки и бюджет, они решили внедрить механику «продолжить или повернуть назад».
В ответ на вопросы от BuzzFeed Japan и Game Makers, Kotake Create сообщили, что коридор, в котором разворачивается действие игры, был смоделирован на основе реального места, но отказались назвать станцию, чтобы не причинять ей неудобства. Они также отметили, что художественная инсталляция на станции Киёсуми-Сиракава напрямую вдохновила одну из аномалий в игре. Эта инсталляция представляет собой диагональные потолочные светильники, хаотично разбросанные по потолку коридора, которые создают ощущение «шума и суеты, происходящих над землёй».

### Релиз
Игра была впервые анонсирована 3 ноября 2023 года с трейлером, опубликованным в аккаунте разработчика в Twitter. Планировался релиз в том же месяце на японском и английском языках. Игра вышла на Steam 29 ноября 2023 года. Через несколько дней после релиза компания Kotake Create выпустила патч для устранения бага, позволявшего игрокам проходить игру менее чем за минуту. 17 апреля 2024 года во время японской трансляции презентации Nintendo Indie World игра была выпущена для Nintendo Switch по всему миру в тот же день. Эта версия была издана японской компанией Playism. Позднее Playism анонсировала и выпустила версии игры для PlayStation 4 и PlayStation 5 8 августа 2024 года.. В августе 2024 года был анонсирован физический комплект, включающий The Exit 8 и её продолжение Platform 8, с планируемым релизом 28 ноября 2024 года. В январе 2025 года Playism анонсировала и выпустила игру для Xbox Series X/S. 28 марта 2025 года Playism объявила о версиях игры для Android и iOS, при этом версия для iOS вышла в тот же день, а для Android — 31 марта.

Логотип для The Exit 8 VR

В начале июня 2024 года японский разработчик и издатель виртуальной реальности MyDearest Inc. анонсировал VR-версию игры под названием The Exit 8 VR для линейки гарнитур Meta Quest. После анонса демо-версия игры была представлена в торговом комплексе Miyashita Park на мероприятии по демонстрации VR/MR Yojohan Miyashita Park by Meta Quest 3, которое проходило с 7 июня по 7 июля того же года. Игра была выпущена 11 июля 2024 года для Meta Quest 2, Pro и 3. В честь запуска VR-версии был создан мир, вдохновлённый игрой, для онлайн-платформы виртуальных миров «VRChat». В сентябре 2024 года MyDearest выпустила эту версию на Steam с поддержкой SteamVR.

### Сиквел
После успеха игры Kotake Create стал независимым разработчиком, уволившись с должности 3D-художника в неназванной компании, занимающейся разработкой видеоигр. В интервью японскому веб-сайту GameSpark после выпуска игры The Exit 8 Kotake упомянул о возможности создания сиквела, отметив, что предпочёл бы разработать новую игру, а не обновлять оригинальную с добавлением новых аномалий. В последующем интервью для Game Makers Kotake Create сообщил, что рассматривает возможность размещения реальной рекламы вместо вымышленной, как в Exit 8, чтобы «снизить операционные расходы». Эта идея была позже реализована в конце февраля 2024 года, когда разработчик объявил в своём аккаунте в Twitter, что будет принимать заявки на размещение гостевой рекламы в сиквеле The Exit 8. В следующем месяце Kotake запустил страницу игры в Steam под названием Platform 8 с планируемой датой выпуска «конец апреля или начало мая». В отличие от предшественника, действие Platform 8 происходит в бесконечном поезде, где игрок должен замечать аномалии, чтобы выбраться. Игра вышла в Steam по всему миру 31 мая 2024 года. В августе 2024 года был анонсирован порт для Nintendo Switch, запланированный на 28 ноября того же года.
После выпуска Platform 8 Kotake Create заявил, что не хочет создавать больше сиквелов в этой серии, чувствуя, что удовлетворён играми и хочет продолжить работу над Strange Shadows, хоррор-приключением, разработку которого приостановил для создания The Exit 8, запланированного на 2025 год.

## Оценки и мнения

### Оценки критиков

#### Оригинальная версия
| Сводный рейтинг    | Сводный рейтинг        |
| Агрегатор          | Оценка                 |
| ------------------ | ---------------------- |
| OpenCritic         | 72/100 57% рекомендуют |
| Иноязычные издания |                        |
| Издание            | Оценка                 |
| Siliconera         | NS: 7/10 VR: 8/10      |
| The Escapist       | VR: Рекомендуют        |

Согласно сайту-агрегатору рецензий OpenCritic, игра The Exit 8 получила средний балл 72 из 100 на основе 7 рецензий, и 57% критиков порекомендовали её.
Многие критики высоко оценили The Exit 8 за использование психологического ужаса в сеттинге игры и её способности влиять на игрока. Мериэль Грин из Gamezebo описала, как игра «без усилий» затрагивает страхи многих людей, такие как потеряться в метро, добавив, что проход вызывает «глубокое беспокойство». Она также отметила реалистичность окружения и то, что геймплей можно спутать с реальными кадрами, что усиливает ощущение страха в игре. Джордан Хелм из Hardcore Gamer отметил, что игра использует дискомфорт для создания неопределённости и недоверия к тому, что видит игрок. Описывая это как «величайший шаг» игры, Хелм написал, что игра делает принятие бинарных решений стрессовым, так как одна ошибка может привести к сбросу всего прогресса игрока, что вызывает паранойю и недоверие к собственным суждениям.
Однако, как заметила Дженни Лада из Siliconera, игра заставила её чувствовать себя комфортно, и коридор создавал ощущение безопасности и погружения. Лада отметила, что из-за чрезмерного комфорта игра смогла застать её врасплох и заставить совершить ошибку, что, по её мнению, способствует реиграбельности. Она также отметила, что игра «странно расслабляла во время прогулки и поиска 'ошибок'». Эд Торн из Rock, Paper, Shotgun отметил, что игра «отлично справилась» с имитацией японской комедии и юмора игровых шоу, добавив, что некоторые аномалии были более странными и фантастическими. Он отметил, что игра «не помешала бы в серии Yakuza».
Одним из недостатков, отмеченных критиками, была короткая продолжительность игры. Лада отметила, что при хорошей игре и удаче она может быть завершена за «15—30 минут», добавив, что после нескольких прохождений игрок сможет сделать всё и у него не будет причин возвращаться. Хелм выразил надежду, что Kotake Create использует игру как основу для более амбициозного и смелого проекта в будущем. Однако он добавил, что Kotake создала «пятнадцатиминутный опыт с более оправданным вовлечением и интригующим дизайном», чем другие игры с более длительным временем прохождения.

#### VR-версия
Аналогично оригинальной версии, The Exit 8 VR получила в целом положительные отзывы критиков. Многие из них отмечали, что использование виртуальной реальности улучшило игровой процесс и атмосферу. В своём обзоре для UploadVR Алисия Хэддик описала, как чувство тревоги усилилось при игре в этой версии. Она назвала игру «естественным выбором» для гарнитуры Quest. Основываясь на своих воспоминаниях о посещении станции Ногизака в Токио, Хэддик отметила, что возвращение в знакомое место, которое выглядело «совершенно иначе», стало более впечатляющим благодаря погружению в виртуальную реальность. По её словам, напряжение во время игры усиливалось при использовании гарнитуры.
Дженни Лада из Siliconera отметила, что упрощённая природа и реализация игры выигрывают от использования VR. По её мнению, гарнитура помогает улучшить звуковой дизайн и аудиоподсказки, делая их более заметными. Она также считает, что VR облегчает поиск аномалий и делает их более тревожными и увлекательными благодаря возможности наблюдать их вблизи. Лада пишет, что «игра погружает в атмосферу, которую невозможно было достичь на Switch». Схожие чувства выразил Шаун Цичакки из The Escapist, который отметил, что визуальные эффекты игры выглядят «феноменально» и делают игровой процесс более впечатляющим. Он также отметил, что окружение, в котором он находится, кажется более реалистичным, чем «просто другая видеоигра». Цичакки высоко оценил звуковой дизайн игры и отметил, что «монотонный гул электричества» нарушает «стерильную и несколько спокойную» атмосферу, а звуки шагов и другие шумы в игре, по его мнению, выполнены хорошо и помогают легче обнаруживать аномалии. Хисуи Мидзуки из Real Sound написала, что, хотя визуальные эффекты соответствуют оригиналу, атмосфера VR-версии сравнима с реальной жизнью. Она отметила, что звуки освещения и шагов, слышимые в 3D, усиливают чувство одиночества во время игры. Мидзуки также подчеркнула, что из-за более узкого поля зрения в VR-гарнитуре аномалии становятся более сложными для обнаружения и вызывают больше страха, что делает игру более увлекательной.

### Продажи
После выхода игры было объявлено, что в первый же день она была продана в количестве 30 000 копий. К 17 апреля Kotake Create сообщил, что версия игры для Steam разошлась тиражом в 500 000 копий. Через два дня после выхода игры на Nintendo Switch, The Exit 8 стала самой загружаемой игрой для Switch в Японии за ту неделю, обойдя такие игры, как Bunny Garden и Suika Game. Согласно пресс-релизу в августе 2024 года, было объявлено, что игра достигла более 1 миллиона загрузок, причём версия для Switch значительно способствовала достижению этого рубежа. В 2024 году игра стала второй по популярности загружаемой игрой в Nintendo Switch eShop в Японии, уступив только Suika Game. К январю 2025 года Playism сообщила, что игра была скачана более 1,4 миллиона раз по всему миру во всех версиях. По состоянию на март 2025 года, The Exit 8 получила более 1,5 миллиона загрузок по всему миру.

### Награды
The Exit 8 также получила множество наград в японской игровой индустрии. На Japan Game Awards 2024 она была удостоена награды «Прорыв», где жюри отметило «гениальную» идею игры. На CEDEC Awards 2024 игра получила награду «Excellence Award» в номинации «Дизайн игры» за «простой и понятный дизайн», а также за креативное использование знакомых пейзажей. На Kyoto Digital Amusement Awards, церемонии, организованной префектурой Киото для признания молодых креаторов из региона, Kotake Create выиграл Губернаторскую премию (Гран-при) за свою работу над The Exit 8. На Dengeki Indie Game Awards 2024 игра была признана одной из десяти лучших инди-игр года. На 27-м фестивале независимых игр The Exit 8 стала финалистом премии Nuovo, уступив Consume Me. Игра также была номинирована на Гран-при и премию «Слово года в интернете» на 41-й церемонии вручения наград «Новые слова и сленг 2024», заняв десятое место в последней номинации.

## Наследие

### Exit 8-подобные
После выхода игры The Exit 8 в интернете появилось множество инди-игр, вдохновлённых её концепцией. Сами разработчики и новостные издания назвали их «Exit 8-подобными» (англ. Exit 8-likes). Эти игры имеют схожий или даже идентичный геймплей с Exit 8, но часто разворачиваются в других средах и стремятся передать атмосферу лиминального пространства, используя такие локации, как торговые центры, больницы или поезда метро. Одна из таких игр, называемая «0th Floor -The cursed elevator to Floor 0 -», разворачивается в лифте, где игроки ищут аномалии на разных этажах здания, каждый из которых имеет свою уникальную обстановку. Некоторые из этих игр делают акцент на хоррор-составляющей, добавляя паранормальных существ, таких как монстры и призраки. Одной из наиболее уникальных игр в жанре Exit 8-like является «Track No. 9» — двухмерная приключенческая игра с пиксельной графикой, где игрок ищет 34 аномалии на платформе метро.
В ответ на большое количество «копий» Kotake Create заявил, что не одобряет использование миниатюр или названий для видео игрового процесса игр, подобных The Exit 8, которые могут быть восприняты как связь с оригинальной игрой. Развивая свою позицию, Kotake упомянул, что получает сообщения от людей о играх, «копирующих» The Exit 8. Он пояснил, что не злится на них, поскольку его игра также была вдохновлена другими играми. Kotake также отметил, что разрешил существование жанра из-за невозможности остановить людей от создания игр по той же формуле и что «идеи не защищены авторским правом». Он добавил, что рад тому, что его творение «стало пионером» жанра. Разработчик также поделился ссылками на некоторые игры, подобные The Exit 8, которые он с нетерпением ждал, и заявил, что «как разработчик, я считаю абсолютно нормальным создавать новую игру, которая «вносит новое в существующие игры», при условии, что она не использует точно те же сеттинг или систему геймплея и т. д.». Одним из наиболее примечательных примеров этого стала игра The Exit 9, выпущенная в PlayStation Store в январе 2024 года. Из-за сильного сходства с The Exit 8 она вызвала вопросы у онлайн-фанатов оригинальной игры, которые спросили Kotake Create о копии. Kotake отрицал какую-либо причастность к The Exit 9. Верити Таунсенд из Automaton West предположила, что разработчики копии воспользовались тем, что оригинальная игра не была выпущена на консолях. После выпуска версий The Exit 8 для PlayStation копия была переименована в Exit 9 Metro. По состоянию на февраль 2025 года страница игры в магазине была удалена из PS Store. В интервью Kotake упомянул игры False Dreams, Victor’s Test Night и Dead End как игры, подобные The Exit 8, которые произвели на него впечатление.

### Популярность
Automaton West сообщила, что после выхода игры фанаты в интернете прониклись симпатией к NPC-прохожему, появившемуся в игре, и создали работы, вдохновлённые его образом, такие как фанатское искусство или его воплощение в других играх, таких как Phantasy Star Online 2 или Soulcalibur VI. Прохожий, описанный как мужчина среднего возраста с залысинами, одетый в рабочую одежду с портфелем, лишь прогуливается по коридору и иногда становится одной из многочисленных аномалий игры, но никогда не взаимодействует с игроком. Автор статьи, Хидэаки Фудзивара, предположил, что некоторые фанаты испытывают такие сильные чувства к персонажу, потому что он является единственным другим реальным человеком в игре. Игроки видят в прохожем «источник безопасности и узнаваемости», что усиливает их привязанность. Поскольку игрок должен тщательно исследовать каждый аспект игры, чтобы обнаружить аномалии, это заставляет их обращать внимание на определённые качества прохожего, описывая его как «скрытого героя». Кроме того, Фудзивара предположил, что чувства могут быть вызваны «эффектом простого воздействия», когда игроки начинают нравиться персонажу просто от того, что он проходит мимо снова и снова. Kotake Create, разработчик игры, также признался, что привязался к персонажу во время разработки и ему нравилось читать комментарии игроков о прохожем в обзорах. Он отметил, что этот персонаж стал самым крупным 3D-моделью в игре, состоящей примерно из 140 000 полигонов. Прохожий вернулся в сиквеле игры, Platform 8. В честь достижения The Exit 8 миллиона загрузок, линия мерчандайза с изображением прохожего была продана в универмагах Ikebukuro Parco в течение ограниченного времени с 23 августа по 30 сентября 2024 года.
В середине апреля 2024 года японская фармацевтическая компания Earth Corporation (яп. アース製薬) выпустила веб-рекламу, пародирующую игру, для продвижения своего продукта для полоскания рта «Mondamin». Из-за ошибки в аккаунте компании в Twitter, студия Kotake Create ответила пользователям, что реклама не была совместной работой, а компания лишь предоставила разрешение на использование элементов игры. В конце марта 2025 года контент из игры The Exit 8 был включен в обновление для игры Maid Cafe on Electric Street в рамках сотрудничества.

### Фильм
27 декабря 2024 года компания Toho объявила о создании художественного фильма по мотивам видеоигры Exit 8. Режиссёром, сценаристом и продюсером фильма выступит Гэнки Кавамура. В главных ролях: Кадзунари Ниномия и Ямато Коти, которые сыграют «потерянного человека» и «идущего человека» соответственно. Премьера фильма запланирована на 29 августа 2025 года.

### Комментарии
1. ↑  Оценка основана на 7 отзывах
2. ↑  Не считая тех, которые появляются в аномалиях